# Second Air Force

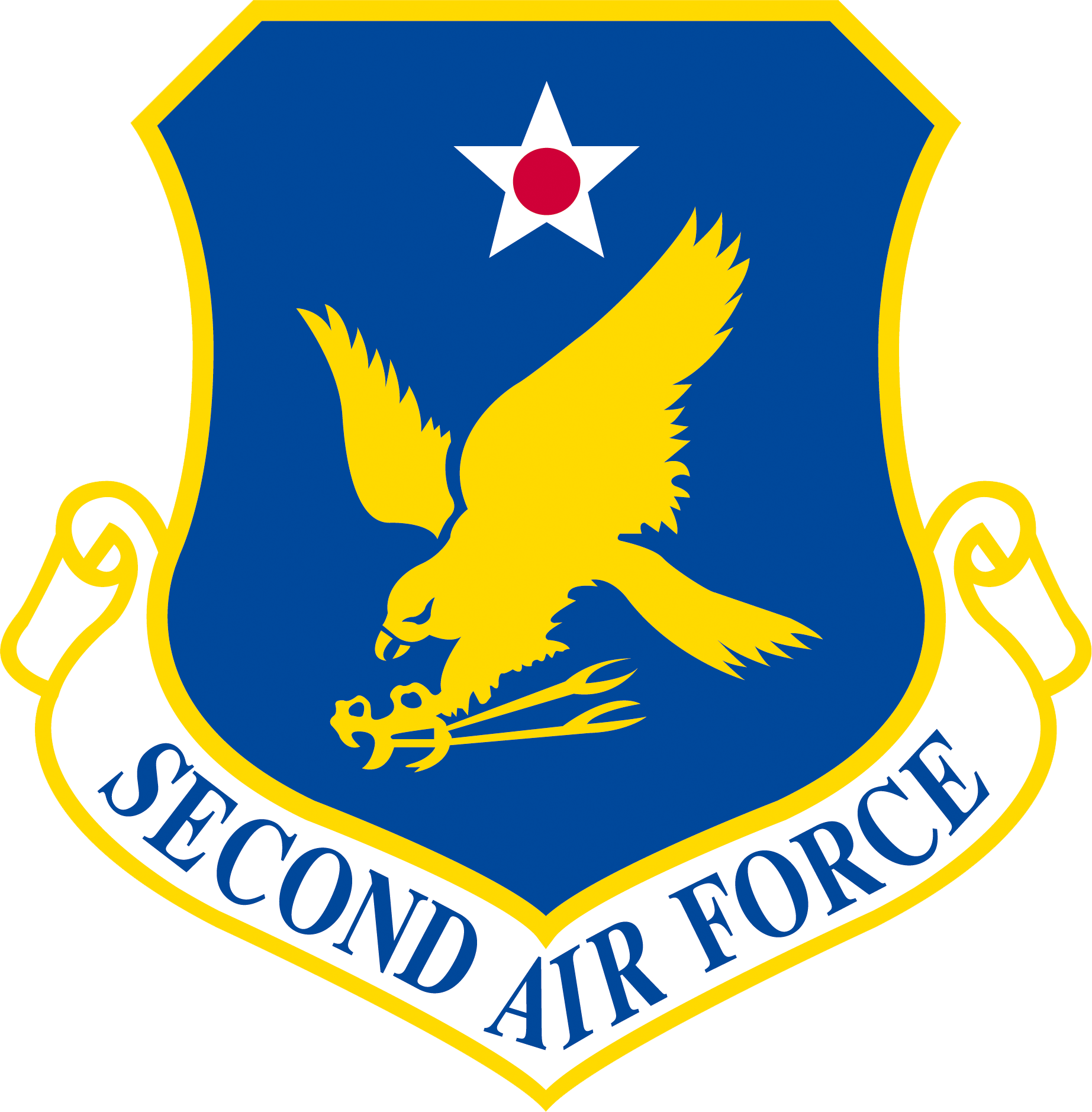
Abzeichen der Second Air Force

Die Second Air Force (deutsch 2. US-Luftflotte) der United States Air Force ist auf der Keeseler Air Force Base im Bundesstaat Mississippi stationiert und untersteht dem Air Education and Training Command. Sie befasst sich vor allem mit der militärischen Grundausbildung von Soldaten und ist für technische Weiterbildung zuständig.
Gegründet wurde die Luftflotte im Oktober 1940 unter der Bezeichnung North West Air District als Teil des United States Army Air Corps aus dem im Jahr 1941 die United States Army Air Forces hervorgingen. Seit März 1941 trug sie die Bezeichnung Second Air Force. Während des Zweiten Weltkriegs diente sie als Ausbildungseinheit für Soldaten, die dann mit anderen Einheiten aktiv am Kriegsgeschehen teilnahmen. Seit November 1943 war die Einheit auch für das Ausbildungsprogramm mit B-29-Bombern zuständig (B-29 bomber program).
In den Jahren nach dem Zweiten Weltkrieg wurde die Einheit mehrfach deaktiviert und an unterschiedlichen Standorten wieder aktiviert. Zwischen Juni 1946 und 1948 war sie für die Verteidigung des Luftraums in bestimmten Gebieten der Vereinigten Staaten zuständig. Im weiteren Verlauf wurden Einheiten der 2. Luftflotte im Koreakrieg und im Vietnamkrieg eingesetzt. Zwischen Januar 1975 und September 1991 war die Luftflotte deaktiviert. Seit September 1991 ist sie wieder dauerhaft aktiv und nimmt seit Juli 1993 ihre oben angeführten Aufgaben im militärischen Ausbildungsbereich wahr.
Der Luftflotte unterstehen folgende Ausbildungsgeschwader (Training Wings), die an unterschiedlichen Standorten in den Vereinigten Staaten stationiert sind:
- 17. Ausbildungsgeschwader (17th Training Wing) auf der Goodfellow Air Force Base (Texas)
- 37. Ausbildungsgeschwader (37th Training Wing) auf der Lackland Air Force Base (Texas)
- 81. Ausbildungsgeschwader (81st Training Wing) auf der Keeseler Air Force Base (Mississippi)
- 82. Ausbildungsgeschwader (82nd Training Wing) auf der Sheppard Air Force Base (Texas)
- Sonderausbildungsgeschwader (Special Warfare Training Wing) seit 2018 (Lackland Air Force Base) (Texas)

## Liste der Kommandierenden Generale ab 1991
Quelle:
| Name                      | Beginn der Berufung | Ende der Berufung  |
| ------------------------- | ------------------- | ------------------ |
| BG Lawrence A. Mitchell   | September 1991      | Juli 1992          |
| MG Brett M. Dula          | Juli 1992           | 1. Juli 1993       |
| MG John C. Griffith       | 1. Juli 1993        | 13. Juni 1995      |
| MG Henry M. Hobgood       | 13. Juni 1995       | 28. August 1996    |
| MG Lance W. Lord          | 28. August 1996     | 1. August 1997     |
| MG Andrew J. Pelak Jr.    | 1. August 1997      | 25. August 2000    |
| MG John F. Regni          | 25. August 2000     | 8. Juli 2004       |
| MG Loyd S. Utterback      | 8. Juli 2004        | 9. November 2005   |
| MG Michael C. Gould       | 9. November 2005    | 23. Mai 2008       |
| MG Alfred K. Flowers      | 23. Mai 2008        | 29. September 2009 |
| MG Mary Kay Hertog        | 29. September 2009  | 21. Juli 2011      |
| MG Leonard A. Patrick     | 21. Juli 2011       | 3. Juli 2014       |
| MG Mark Anthony Brown     | 3. Juli 2014        | 26. August 2016    |
| MG Robert D. LaBrutta     | 26. August 2016     | 23. August 2017    |
| MG Timothy J. Leahy       | 23. August 2017     | 29. August 2019    |
| MG Andrea Tullos          | 29. August 2019     | 30. Juli 2021      |
| MG Michele C. Edmondson   | 30. Juli 2021       | 2. August 2024     |
| MG Matthew Wolfe Davidson | 2. Augst 2024       | amtierend          |